# Wildermieming
Wildermieming är en kommun i distriktet Innsbruck-Land i förbundslandet Tyrolen i Österrike. Kommunen har 1 010 invånare (2024). Den ligger 40 km väster om Tyrolens huvudstad Innsbruck. Området tillhörde tidigare kommunen Mieming i distriktet Imst innan det blev en egen kommun 1833. Wildermieming blev 1925 en del av Innsbruck-Land.